# Варені ковбаси

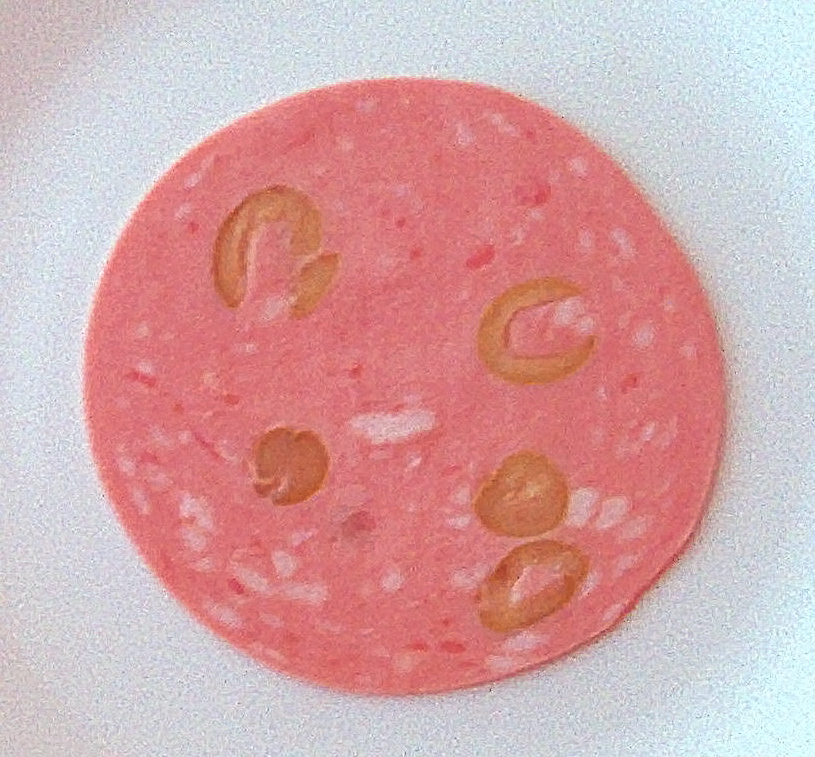
Мортаделла з включеннями шпику та оливок

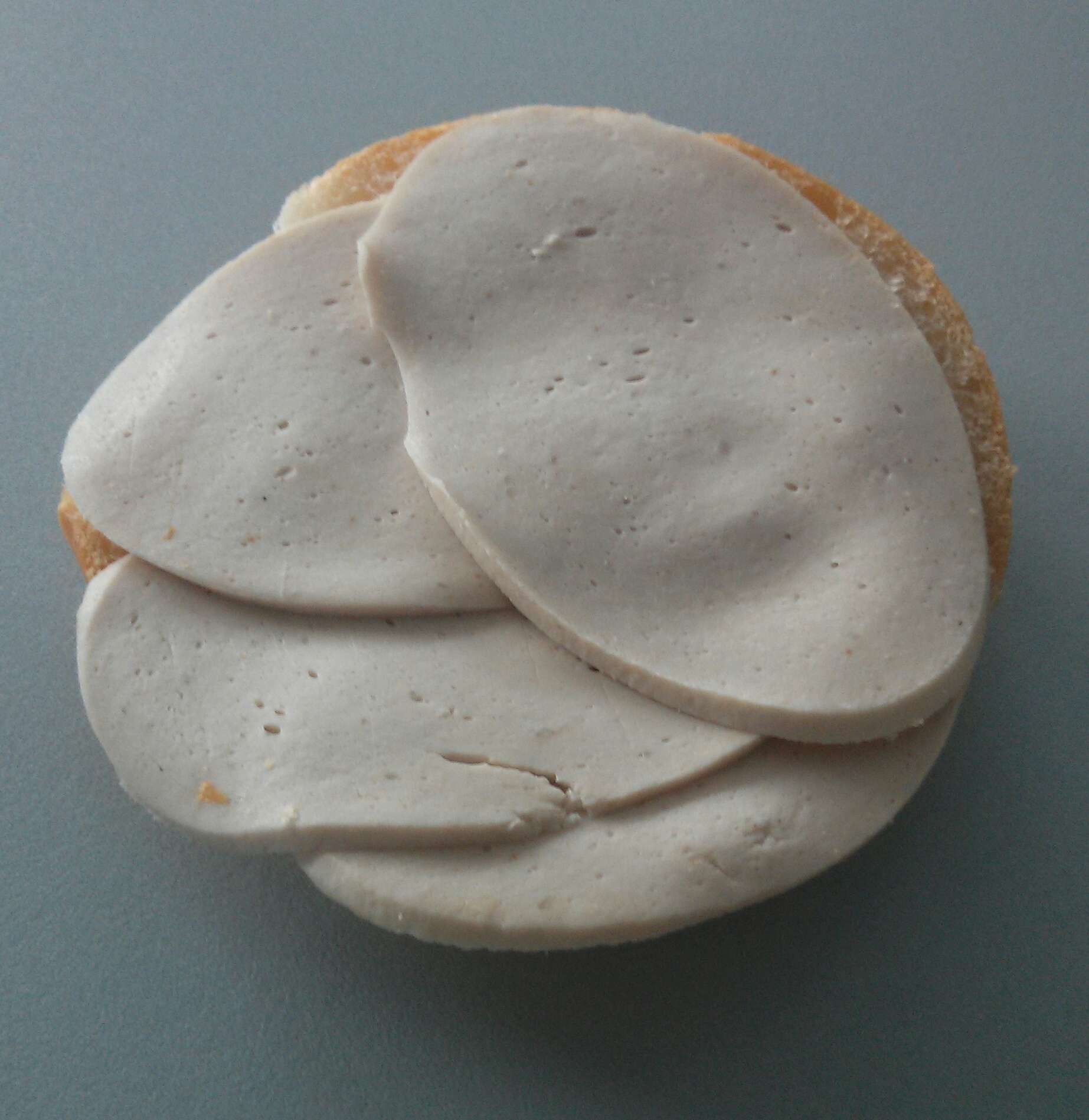
Відкритий бутерброд з німецькою вареною жовтою ковбасою

Варені ковбаси — вид ковбасних виробів в оболонці з м'ясного фаршу з додаванням шпига, солі, прянощів та інших продуктів, підданих в процесі приготування обсмажуванню, варінню та штучному охолодженню. Серед ковбасних виробів були наймасовішим продуктом харчування в СРСР, особливою популярністю користувалася лікарська ковбаса. Варені ковбаси вживаються в їжу безпосередньо в якості холодної закуски в бутербродах, а також для приготування салатів, холодних та гарячих перших і других страв, наприклад, окрошки, солянки, яєчні з ковбасою, смаженою ковбасою з гарніром .
Для фаршу в варених ковбасах використовуються в основному яловиче та свиняче м'ясо, а також баранина та субпродукти. Спеціальні сорти варених ковбас виготовляють з кролячого, кінського, оленячого, верблюжого м'яса та м'яса птиці. Відповідно по виду сировини варені ковбаси бувають свинячими, свинячими із вмістом свинини і шпику в пропорціях від менш 50% до понад 75%, яловичими, субпродуктовими, баранячими, курячими.
Технологічний процес виробництва варених ковбас включає обвалювання, жилування, попереднє подрібнення, нітритне соління, вторинне подрібнення, перемішування, набивання фаршу в оболонку, обсмажування, варіння та охолодження. Подібні операції проводяться у виробництві фаршированих ковбас, м'ясних хлібів, сосисок, сардельок та дієтичних ковбас.
Після жилування м'ясо подрібнюють на дзизі, додають нітритно-солену суміш і після перемішування витримують від 6 до 72 годин при температурі 2–4 °C. Нітритний посол забезпечує фаршу необхідну клейкість, здатність добре поглинати воду та утримувати її при варінні ковбаси. Посолене і витримане м'ясо подрібнюють вдруге на м'ясорубці і куттері з льодом або холодною водою, за рахунок чого фарш набуває ніжну консистенцію та в'язку структуру, а м'язові тканини рівномірно змішуються з жиром. У змішувальній машині фарш перемішують зі шпигом та спеціями, потім за допомогою спеціальних машин-шприців фаршем набивають в натуральну або штучну оболонку різного виду, довжини та діаметру в залежності від сорту ковбаси. Готові ковбасні батони перев'язують шпагатом з петлею для підвішування в обсмажуючих камерах. При обсмажуванні сира ковбаса піддається одночасному впливу тепла та диму: фарш забарвлюється і набуває специфічного смаку та запаху, а оболонка висушується і задублюється і тим самим міцно й стійко захищає від впливу мікроорганізмів. Потім обсмажену ковбасу варять у воді або парових камерах, а потім охолоджують .